# A13 road

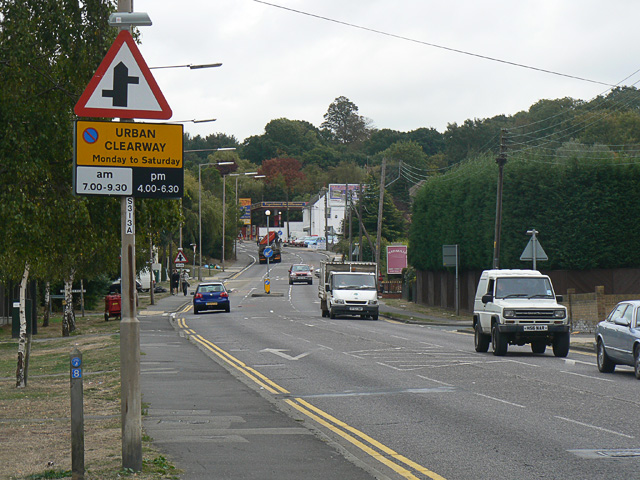
A 13 in Benfleet

A13 road (englisch für Straße A13) ist eine Fernverkehrsstraße in England. Sie beginnt in London mit der Commercial Road im East End, führt in östlicher Richtung durch die Hauptstadt des Vereinigten Königreichs, kreuzt bei der Anschlussstelle Junction 30 den Londoner Autobahnring M25 motorway und verläuft weiter ungefähr parallel zum Nordufer des Themseästuars durch das südliche Essex an Basildon vorbei. Danach verschmälert sich die Straße auf zwei Streifen, führt nach Southend-on-Sea und endet in Shoeburyness an der Mündung der Themse in die Nordsee.
Bis zur Kreuzung mit der A130 road bei Thundersley ist die Straße als Hauptverkehrsstraße (Primary Route) ausgewiesen und mindestens vierstreifig ausgebaut.
Eine Fährverbindung von Southend-on-Sea zum Kontinent besteht nicht.